# 단역
단역(端役)은 주가 아닌 주변의 역할과 역할 자체, 또는 그 역을 담당하는 사람의 총칭이다. 주역에 부차적에 관한 조연이라는 존재보다 더 눈에 띄지 않는 이야기의 배경에 나타나는 인물을 가리키는 경우가 많다. 주역과 조연처럼 이야기의 본론에 얽혀 있지는 않지만, 이야기의 진행을 일시적으로 돕고, 이야기의 배경을 그리는 데 사용되는 경우가 많다. 어디까지나 일시적인 활동 밖에 하지 않는 것을 단역이라고 부르기 때문에 이름이 불리지 않거나, 설정되지 않는 경우도 많다.

## 배우로서의 단역
텔레비전 드라마, 영화 등에서 단역이라고 하는 경우는 많게는 장면 내지는 몇 컷 정도 출연하는 역할 자체를 가리킨다. 좋은 연기력은 필요 없으며 광의로는 엑스트라와 동일시된다. 엑스트라는 임시로 고용한 많은 일반인이고, 단역은 무명인 배우가 연기하는 경우가 많다. 단역과 엑스트라의 차이는 이름이 크레디트 표기되는지, 안되는 지로 가름할 수도 있다.

## 같이 보기
- 보조 출연자